# Rio Chitoc
O Rio Chitoc é um rio da Romênia, afluente do Ghilănoiu, localizado no distrito de Vaslui.